# Chiang Mai (stacja kolejowa)
Chiang Mai (tajski: สถานีรถไฟเชียงใหม่ (ชม.) – stacja kolejowa w Chiang Mai, w prowincji Chiang Mai, w Tajlandii. Ta stacja znajduje się we wschodnim brzegu rzeki Ping w mieście Chiang Mai. 14 pociągów dziennie obsługuję stację, w tym 2 E&O. Istnieje również 4 do 6 pociągów specjalnych w Nowy Rok, i Songkran oraz innych specjalnych festiwali. W 2004 stacja Chiang Mai obsłużyła blisko 800 tysięcy pasażerów.